# Hess Corporation
Hess Corporation ist ein US-amerikanisches Unternehmen mit Sitz in New York City.
1919 wurde das Unternehmen Amerada Corporation gegründet, das als Holdingunternehmen unter anderem das Unternehmen Amerada Petroleum Corporation umfasste.
Am 8. Mai 2006 änderte das Unternehmen seine Firmierung in Hess Corporation. Das Unternehmen erforscht Erdölfelder weltweit und fördert, transportiert und raffiniert Erdöl.
Hess Corporation besitzt über 1.200 Tankstellen an der Ostküste der Vereinigten Staaten.
Am 23. Oktober 2023 gab die Chevron Corporation eine Vereinbarung zur Übernahme der Hess Corporation für ca. 53 Mrd. US-Dollar bekannt.

## Zwischenfälle
Während des Falklandkrieges wurde der gecharterte Rohöltanker Hercules am 8. Juni 1982 von der argentinischen Luftwaffe irrtümlich angegriffen und schwer beschädigt. Nach dem Einlaufen in Rio de Janeiro wurde in einem der Tanks ein Blindgänger entdeckt, dessen Entschärfung als zu gefährlich bewertet wurde. Daher wurde die Hercules am 20. Juni 1982 vor der Küste Brasiliens durch Öffnen der Seeventile selbst versenkt.

## Verschiedenes
- Seit 1964 verkauft das Unternehmen Spielzeugtrucks an seinen Tankstellen. Das Design des Modells ist jedes Jahr ein anderes.